# Dilar pumilus
Dilar pumilus is een insect uit de familie van de Dilaridae, die tot de orde netvleugeligen (Neuroptera) behoort. 
Dilar pumilus is voor het eerst wetenschappelijk beschreven door Navás in 1903.